# Kampots flygplats
Kampots flygplats är en allmän flygplats som ligger 23 kilometer nordväst om Kampot i Kambodja.